# Faro de Torres (España)
El Faro de Torres está situado en la Campa del Cabo de Torres, concejo de Gijón, Asturias, en España, en una zona de gran riqueza arqueológica, donde se han encontrado restos de un importante asentamiento romano, Castro de Noega. Depende de la Autoridad Portuaria de Gijón.

## Descripción
El edificio es de planta rectangular con dos alturas y una amplia terraza en la parte superior. La torre es octogonal y se encuentra empotrada en la cara norte del edificio. La altura sobre el nivel del mar es de 82 metros y de 12 metros sobre el terreno. Está construido casi al borde del acantilado. Su alcance es de 18 millas náuticas y sus coordenadas son: 43° 34,307 N y 5° 41,948 W.
La instalación está compuesta de una linterna cilíndrica con montantes verticales, aparato giratorio de 4° orden y una distancia focal de 300 mm. Su sistema de incandescencia funciona por vapor de petróleo ofreciendo destellos cada 10 segundos con un alcance de 18 millas náuticas.

## Historia
Entró en funcionamiento el 17 de junio de 1924. Fue electrificado en 1936, sucedió al antiguo faro de Gijón, que se suprimió en el año 1912.
El 15 de octubre de 2024, fue el lugar desde el que se retransmitió el programa radiofónico El Faro de Mara Torres con motivo de la conmemoración del centenario de la Cadena Ser, por haber sido construido en el mismo año del nacimiento de la emisora.